# Sassenbach
Sassenbach ist eine Ortschaft in der Gemeinde Wipperfürth im Oberbergischen Kreis im Regierungsbezirk Köln in Nordrhein-Westfalen (Deutschland).

## Lage und Beschreibung
Der Ort liegt im Süden der Stadt Wipperfürth. 200 Meter westlich entspringt der durch den Ort fließende Sassenbach. Nachbarorte sind Wegerhof, Herzhof, Niedergaul, Kleinscherkenbach Roppersthal und Poshof.
Politisch wird Sassenbach durch den Direktkandidaten des Wahlbezirks 7.2 (072) südöstliches Stadtgebiet im Rat der Stadt Wipperfürth vertreten.

## Geschichte
1443 wird der Ort erstmals unter der Bezeichnung „Sassenbeke“ in einer Einkunfts- und Rechteliste des Kölner Apostelstiftes genannt. Die Karte Topographia Ducatus Montani aus dem Jahre 1715 zeigt drei Höfe und bezeichnet diese mit „Sasenbeck“. Die Topographische Aufnahme der Rheinlande von 1825 zeigt auf umgrenztem Hofraum unter dem Namen „Sassenbek“ vier getrennt voneinander liegende Grundrisse. In der Preußischen Uraufnahme von 1840 bis 1844 verwendet man die Schreibweise „Sassenbeck“. Ab der topografischen Karte von 1894 bis 1896 wird der heute gebräuchliche Ortsname Sassenbach verwendet.
Aus dem Jahre 1909 stammt ein im Ortsbereich befindliches Gedenkkreuz aus Stein. Ein ebenfalls im Ort stehendes hölzernes Kreuz ist 1998 aufgestellt worden.

## Busverbindungen
Über die Haltestelle Niedergaul der Linien 332 und 333 (VRS/OVAG) ist Sassenbach an den öffentlichen Personennahverkehr angebunden.